# ماغالي غارسيا راميس
ماغالي غارسيا راميس (بالإنجليزية: Magali García Ramis)‏ (1946 في الولايات المتحدة)؛ كاتِبة وروائية أمريكية.

## الجوائز
- زمالة غوغنهايم